# Radoszkowskiana
Radoszkowskiana är ett släkte av bin. Radoszkowskiana ingår i familjen buksamlarbin.
Kladogram enligt Catalogue of Life:
| Radoszkowskiana | \| \| Radoszkowskiana barrei \| \| \| \| \| \| Radoszkowskiana gusevi \| \| \| \| \| \| Radoszkowskiana rufiventris \| \| \| \| \| \| Radoszkowskiana tkalcui \| \| \| \| |
|                 | \| \| Radoszkowskiana barrei \| \| \| \| \| \| Radoszkowskiana gusevi \| \| \| \| \| \| Radoszkowskiana rufiventris \| \| \| \| \| \| Radoszkowskiana tkalcui \| \| \| \| |
|                 | Radoszkowskiana barrei |
|                 | |
|                 | Radoszkowskiana gusevi |
|                 | |
|                 | Radoszkowskiana rufiventris |
|                 | |
|                 | Radoszkowskiana tkalcui |
|                 | |